# Polittico Stefaneschi

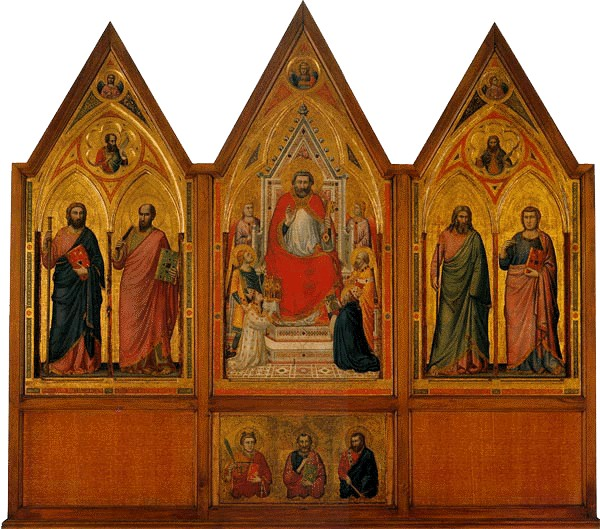
Verso

Il Polittico Stefaneschi è una tempera su tavola (178×89 cm pannello centrale, 168×83 pannelli laterali e 45×83 gli scomparti della predella) di Giotto e aiuti di bottega, realizzata nel 1320 circa; con ogni probabilità era destinato non all'altare maggiore dell'antica basilica di San Pietro in Vaticano, bensì all’altare dei canonici, ed oggi è conservato nella Pinacoteca Vaticana (inv. 40120).

## Storia
Il dipinto, più specificamente un trittico, deve il suo nome al cardinale Jacopo Caetani degli Stefaneschi, che lo commissionò, ed è dipinto su entrambi i lati, poiché doveva essere visto non solo dai fedeli, ma anche dai canonici quando officiavano nel presbiterio. Nello stesso periodo, sempre su commissione del cardinal Stefaneschi, Giotto eseguì anche un ciclo di affreschi perduto nella tribuna dell'abside di San Pietro.
Della commissione del trittico resta una precisa traccia documentaria scoperta nel 1603 all'interno del Liber benefactorum della basilica vaticana, dove alla data di morte del cardinale è ricordato come egli avesse donato la tavola dipinta da Giotto pagandola 800 fiorini, una cifra altissima. Nel Seicento sarebbe stata visibile anche la data 1320 sulla cornice originaria, una data sicuramente coerente nel percorso stilistico dell'artista. La presenza di Celestino V nella scena di San Pietro in trono offre comunque un prezioso termine post quem: il papa era stato infatti canonizzato solo nel 1313.
L'opera è citata da Ghiberti e da Vasari ed ha una vasta letteratura critica alle spalle. Nonostante la documentazione, non è affatto scontato che l'opera sia interamente autografa poiché all'epoca il maestro, al culmine della fama, riceveva numerosissime commissioni alle quali attendeva talvolta accelerando i tempi grazie all'uso di aiuti.

## Descrizione e stile

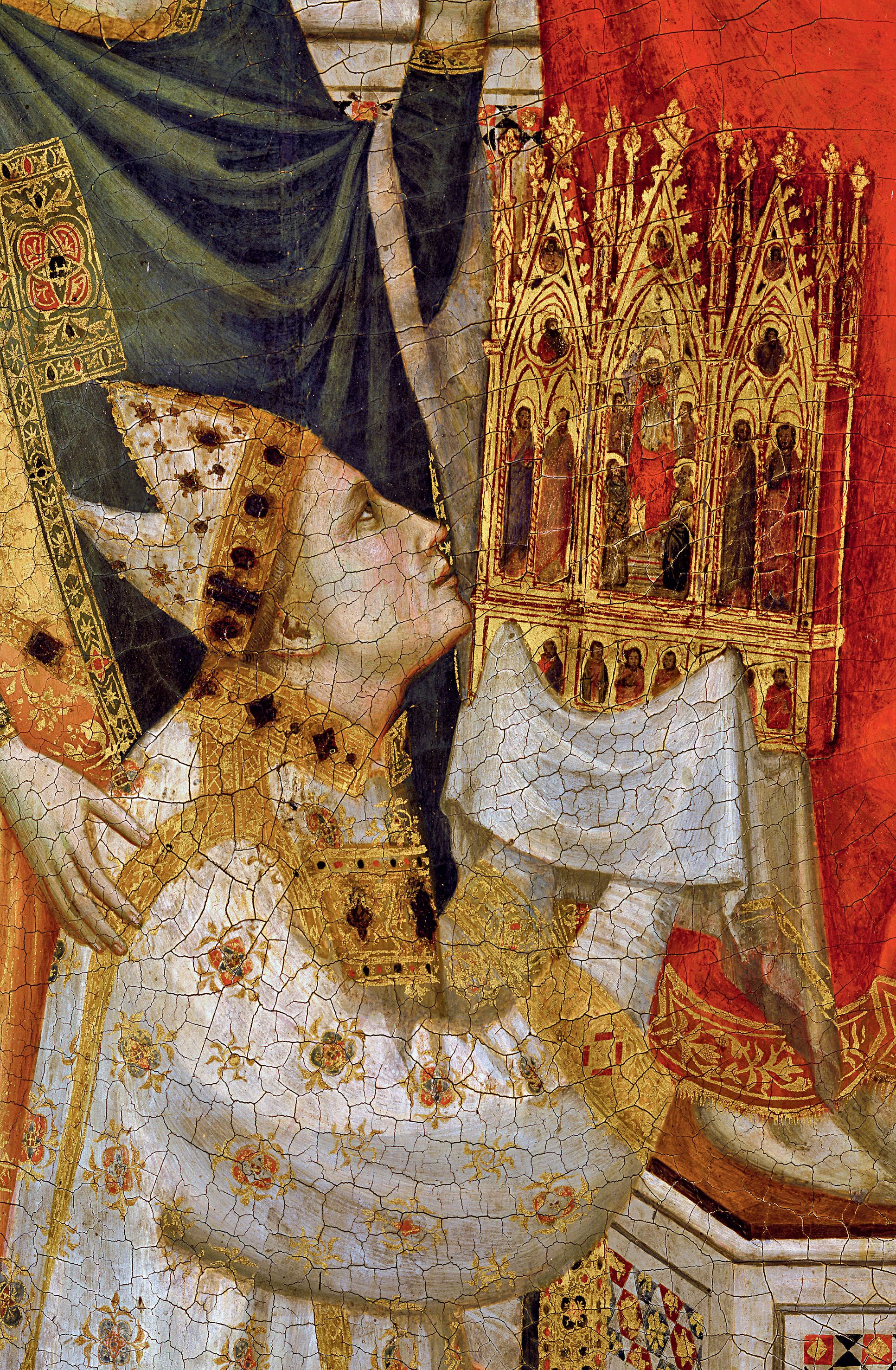
Il cardinale Stefaneschi che offre il trittico a san Pietro

La scelta delle scene verte essenzialmente su san Pietro, titolare della basilica, e san Paolo, l'altro apostolo le cui reliquie si trovano a Roma, simboli della Chiesa cattolica romana stessa; ad essi venivano ad aggiungersi il Cristo, ovviamente, e gli altri apostoli maggiori. Non è assolutamente sicuro quale fosse il recto e quale il verso, ma le ipotesi più accreditate indicano il lato col Cristo in trono come recto, cioè il lato destinato alla visione dei canonici dall'altare, mentre il verso, con il san Pietro, titolare della chiesa, visto dai fedeli nella navata.
Sul recto:
- Al centro Cristo in trono con angeli e un offerente ai suoi piedi (riconoscibile nello stesso Stefaneschi). Le figure si assiepano attorno al santo come nelle Maestà, accennando una disposizione in cerchio che dimostra un adattamento alle nuove concezioni spaziali.
- Nei pannelli laterali
  - la Crocifissione di san Pietro. Il martirio di Pietro viene rappresentato secondo l'iconografia tradizionale, a testa in giù; la scena, a cui assiste un folto gruppo di astanti, è posta tra due edifici identificati nella Piramide Vaticana, detta Meta Romuli, un mausoleo piramidale ancora esistente al tempo di Giotto in prossimità del Vaticano e il Terebinto. I due edifici erano tradizionalmente legati al martirio di Pietro. In alto l'anima dell'apostolo è portata in cielo entro un nimbo da angeli. La figura della donna che stende dolorosamente le braccia fin dietro la schiena è ripresa dalla Crocifissione con cinque francescani della basilica inferiore di Assisi.
  - la Decollazione di san Paolo in cui la scena è ambientata in un paesaggio tra due colli ed è presente una piccola costruzione a pianta centrale; anche in questo caso il santo nella cuspide è raffigurato mentre sale in cielo portato da angeli. A sinistra Plautilla, sulla cime di una ripida montagnola, riceve una benda che plana gonfiata dall'aria, lasciata cadere dal santo durante la salita al cielo.
- I tre scomparti della predella raffigurano la Vergine in trono col Bambino tra angeli, San Pietro e san Giacomo in posizione centrale, e ai lati cinque apostoli per parte. La disposizione in un'unica fila, in piedi e ritmati, ricorda le teorie di santi dei mosaici bizantini.

Sul verso:
- Al centro San Pietro in trono tra angeli e offerenti (il committente presentato da san Giorgio, essendo cardinale di San Giorgio al Velabro, e il pontefice Celestino V, in abito monacale, presentato da san Silvestro, intenti a offrire a Pietro il modellino del trittico e un manoscritto); la ripresa della posa di Cristo, sull'altro lato, simboleggia come Pietro ne sia il vicario (e quindi i papi suoi discendenti). Il modellino del polittico è in tutto e per tutto uguale al vero e vi compare, a sua volta, anche il minuscolo committente inginocchiato: si tratta di uno dei più antichi esempi di effetto Droste.
- Nei pannelli laterali
  - San Giacomo e san Paolo a sinistra,
  - Sant'Andrea e san Giovanni Evangelista a destra.
- Nella predella, l'unico pannello superstite riproduce Santo Stefano e due Santi non identificabili.

Nelle cuspidi sono presenti tondi con angeli e santi o profeti.
Il polittico venne ideato dal maestro, ma dipinto probabilmente principalmente dagli aiuti della sua bottega, ed è caratterizzato da una certa aderenza alla tradizione per quanto riguarda le iconografie, probabilmente legata al carattere ufficiale dell'opera. Notevole appare la varietà cromatica, a scopo decorativo, ma le figure presentano una minor evidenza plastica rispetto ad altre opere di Giotto; l'importanza del luogo a cui era destinato imponeva l'uso del fondo oro dal quale le figure monumentali si stagliano con grande evidenza. Curatissimo è l'impianto decorativo, tanto che ha fatto pensare alla presenza di un aiuto di formazione senese. Più probabilmente è da mettere in relazione innanzitutto con la destinazione del polittico, specchio e celebrazione della potenza e sontuosità della corte pontificia.
Nell'opera le forme sono solide e solenni, dimostrando l'incontro con la scuola di pittura locale e con la statuaria classica, e non mancano alcune citazioni dell'antico, come la Piramide Vaticana nell'episodio della Crocifissione di Pietro (ripresa peraltro dalla tradizione iconografica, usata già ad esempio da Cimabue negli affreschi della basilica superiore di Assisi). La ieraticità sacramentale di alcune figure, da alcuni vista come indizio della presenza di collaboratori, venne probabilmente adottata consapevolmente dall'artista, per rispondere alla particolare destinazione dell'opera, dimostrando così la sua versatilità.